# Carl Wilhelm (director)
Carl Wilhelm (9 de febrero de 1872 - septiembre de 1936) fue un director, guionista, productor y actor cinematográfico austriaco, active en la época del cine mudo.

## Biografía
Nacido en Viena, Austria, Wilhelm empezó su carrera en el teatro en 1899 en Graz, trabajando más adelante en Znojmo (1900), Düsseldorf (1901) y Berlín (1902). En 1905 hizo papeles de héroe en el Burgtheater de Viena, y en 1907/08 actuó bajo la dirección de Max Reinhardt en Berlín. En su repertorio figuran los personajes del título de las obras de Goethe Fausto y Egmont, así como El Conde de Sex de Antonio Coello y Der Pfarrer von Kirchfeld de Ludwig Anzengruber.
Wilhelm se inició en la joven industria cinematográfica como actor y ayudante de dirección, aunque pronto se concentró en last areas de dirección. Tras su primer trabajo, el corto documental de 1909 producido por Oskar Messter Ein vergnügter Wintertag im Berliner Grunewald, Wilhelm dirigió para diversas productoras de Berlín. En los años anteriores a la Primera Guerra Mundial dirigió para Deutsche Mutoskop- und Biograph GmbH y BB-Film-Fabrikation Bolten-Baeckers una serie de comedias protagonizadas por la estrella del cine mudo Leo Peukert. Además, en 1913 y 1914 rodó con Ernst Lubitsch dos filmes de éxito, Die Firma heiratet y Meyer aus Berlin.
Por otra parte, en 1915 y hasta 1922 trabajó también como productor, dirigiendo una compañía propia, la Carl-Wilhelm-Film See. 
Sin embargo, con la Machtergreifung Nazi de 1933, Wilhelm, que era judío, hubo de volver a Viena. Finalmente, en octubre de 1935 huyó a Londres, Inglaterra, acompañado de su hijo Wolfgang, también guionista. Carl Wilhelm falleció en dicha ciudad en 1936. Tenía otro hijo, Hans Wilhelm, igualmente guionista.

## Filmografía

### Director
| - 1909: Ein vergnügter Wintertag im Berliner Grunewald – también actor - 1911: Leibeigenschaft (con Leo Peukert) - 1912: Der abgeführte Liebhaber - 1912: Brüderchens Heldentat - 1912: Das elfte Gebot: Du sollst nicht stören Deines Nächsten Flitterwochen - 1912: Die Hand des Schicksals (con Leopoldine Konstantin) – Dirección junto a Heinrich Bolten-Baeckers - 1912: Leo, der Witwenfreund (con Leo Peukert) - 1912: Mama - 1912: Die Nachbarskinder – Dirección junto a Heinrich Bolten-Baeckers - 1912/13: Leo, der schwarze Münchhausen (con Leo Peukert) - 1913: Die Kunstschützin (con Leo Peukert) – también actor; dirección junto a Heinrich Bolten-Baeckers - 1913: Der Shylock von Krakau (con Rudolph Schildkraut; guion: Felix Salten) – también actor - 1913: Tangofieber - 1913/14: Die Firma heiratet (con Ernst Lubitsch y Ressel Orla) - 1914: Fräulein Leutnant – también guion (junto a Walter Turszinsky) - 1914: Die Marketenderin (con Else Eckersberg) – también guion (junto a Arno Arndt) - 1914: Der Stolz der Firma (con Ernst Lubitsch) - 1915: Der Barbier von Flimersdorf (con Oscar Sabo) – también guion - 1915: Berlin im Kriegsjahr (documental) - 1915: Carl und Carla (con Lisa Weise) - 1915: Frau Annas Pilgerfahrt – también guion (junto a Julius Wilhelm) y producción - 1916: Sami, der Seefahrer - 1916: Ein Zirkusmädel - 1917: Albert läßt sich scheiden - 1917: Doktor Lauffen - 1917: Az elátkozott család - 1917: Fabricius úr leánya - 1917: Fekete gyémántok - 1918: A Gazdag szegények - 1918: A Szerelem bolondjai - 1919: Die Himmelskönigin (con Margarete Schön y Gustav Adolf Semler) – también guion - 1919: Die Pflicht zu leben - 1919: Prinzessin Tatjana oder Wenn ein Weib den Weg verliert - 1919/20: Der gelbe Tod – 1ª parte (con Gustav Adolf Semler, Rosa Valetti) | - 1919/20: Der gelbe Tod – 2ª parte (con Ernst Deutsch, Margarete Schön y Gustav Adolf Semler) - 1920: Anständige Frauen - 1920: Die Augen der Welt (con Conrad Veidt) – también guion (junto a Ruth Goetz) y producción - 1920: Das Götzenbild der Wahrheit - 1920: Der langsame Tod (con Lucie Höflich, Eduard von Winterstein) – también guion (junto a Ruth Goetz) y producción - 1920: Die Sippschaft – también guion (junto a Ruth Goetz) y producción - 1920/21: Das Haus der Qualen – también guion y producción - 1921: Das gestohlene Millionenrezept – también producción - 1921: Landstraße und Großstadt (con Carola Toelle, Fritz Kortner y Conrad Veidt) – también producción - 1921: Der Liebling der Frauen – también producción - 1921: Perlen bedeuten Tränen (con Albert Steinrück y Aud Egede-Nissen) - 1921: Unrecht Gut - 1921/22: Menschenopfer (con Hans Albers) - 1922: Lumpaci Vagabundus (con Hans Albers) – también guion - 1924: Soll und Haben (con Theodor Loos y Olga Tschechowa) – también guion (junto a Karl Figdor) - 1925: Nick, der König der Chauffeure - 1925: Die vertauschte Braut (con Ida Wüst) - 1926: Die dritte Eskadron (con Claire Rommer, Ralph Arthur Roberts y Camilla Spira) – también guion (junto a Bobby E. Lüthge) - 1926: Mikoschs letztes Abenteuer – también guion - 1926: Wenn der junge Wein blüht – también guion (junto a Max Jungk) - 1927: Es zogen drei Burschen (con Hans Albers y Hertha von Walther) - 1927: Die Pflicht zu schweigen (con Gustav Fröhlich y Kurt Gerron) – también guion - 1928: Kaczmarek - 1928/29: Der Zigeunerprimas – también guion (junto a Bobby E. Lüthge) - 1929: Drei machen ihr Glück / Teure Heimat (con Renate Müller, Hans Brausewetter, Hans Albers y Lotte Werkmeister; productor: Erich Engels) - 1929: Ruhiges Heim mit Küchenbenutzung / Das Mädel von der Operette (con Henry Bender, Ida Wüst y Albert Paulig) – también guion (junto a Bobby E. Lüthge) - 1930: Die Firma heiratet (con Ralph Arthur Roberts, Charlotte Ander, Oskar Karlweis, Ida Wüst, Theo Lingen, Julius Falkenstein y Trude Westerberg) |

### Otros
| - 1910: Hexenlied (con Henny Porten; dirección: Franz Porten) – Actor - 1910: Die Vernunft des Herzens (de Charles Decroix) – Actor - 1910: Pro patria. Ein Unterseebootsfilm (con Leo Peukert; dirección: Charles Decroix) – Ayudante de dirección - 1910/11: Vater und Sohn (de Walter Schmidthässler) – Actor | - 1911: Das Herz einer Gattin (de Charles Decroix) – Actor - 1913/14: Eine venezianische Nacht (de Max Reinhardt) – Ayudante de dirección - 1932: Im Bann des Eulenspiegels (de Frank Wisbar) – Director de producción junto a Herbert Ephraim - 1935: J'aime toutes les femmes (de Karel Lamač) – Ayudante de producción |